# Furcifer balteatus
Furcifer balteatus – gatunek jaszczurki z rodziny kameleonowatych (Chamaeleonidae). Endemit Madagaskaru, zagrożony wyginięciem. Został opisany przez Dumérila i Bibrona w 1851.

## Taksonomia
Gatunek został opisany po raz pierwszy w 1851 pod binominalną nazwą Chamaeleo balteatus. Autorami opisu byli Duméril i Bibron. Powtórnie opisał go w 1865 Gray, nadając mu nazwę Dicranosaura bifurca var. crassicornis. W tym samym roku Gray popełnił jeszcze jeden opis, modyfikując oryginalną nazwę na Chamaeleon balteatus. Później, w 1911, Werner opisał zwierzę pod nazwą Chamaeleon bifidus. Następnego opisu dokonał Angel w 1942, stosując błędne miano Chamaeleo balteus. W 1966 Mertens użył nazwy Chamaeleo bifidus. Oryginalnej kombinacji Chamaeleo balteatus użyli w swych opisach Brygoo i Domergue w 1969, a następnie Brygoo w latach 1971 i 1978. W 1986 Klaver i Böhme użyli nazwy Furcifer balteatus, przenosząc gatunek do rodzaju Furcifer. Nazwy tej później użyli również Glaw i Vences w 1994 oraz Necas w 1999 i 2012 roku i jest ona stosowana do tej pory.

## Budowa
Podstawowa barwa ciała tego zwierzęcia to zieleń. Jednakże Furcifer balteatus potrafi zmienić swe kolory i dobrze kamufluje się wśród swego leśnego otoczenia. Często nosi ciemniejsze zielone przekątne prążki z bledszymi paskami pomiędzy nimi, zazwyczaj ma charakterystyczną płowożółtą przekątną pręgę. Długość ciała może sięgać 234 mm, a ogon może być przynajmniej tak samo długi. Samce noszą na swych głowach parę rogowych wypustek mierzących 1,5 cm długości. W języku angielskim określa się go mianem two-banded chameleon („dwupaskowy kameleon”) bądź rainforest chameleon („kameleon lasu deszczowego”).

## Rozmieszczenie geograficzne i siedlisko
Furcifer balteatus jest endemitem południowego wschodu Madagaskaru. Spotyka się go w Ranomafana, gdzie średnia temperatura wynosi pomiędzy 14 a 20 °C, a opad deszczu to około 4000 mm rocznie. Zasięg występowania to około 1971 km², ale jest on pofragmentowany. Międzynarodowa Unia Ochrony Przyrody (IUCN) uznaje, że całkowita liczebność jego populacji obniża się. Większość obserwacji pochodzi z wysokości pomiędzy 800 a 1050 m n.p.m., niektóre poczyniono na terenach leżących niżej. Jest to gatunek rzadki, zazwyczaj spotykano pojedyncze osobniki. Pewne wyprawy nie zdołały zlokalizować żadnych osobników i IUCN przyznaje mu status gatunku zagrożonego (Endangered – EN). Największym zagrożeniem dla tego gada jest degradacja środowiska naturalnego, które zamieszkuje. Eksport tego zwierzęcia z Madagaskaru został zabroniony w 1994. Niemniej uważa się, że jest nader atrakcyjnym obiektem handlowym jako zwierzę domowe i podlega nielegalnemu eksportowi, co stanowi zagrożenie dla tego gatunku.